# 巴西电信

VIVO商标

巴西电信（Telefônica Brasil），商业名Vivo，是巴西的一家电信公司，为西班牙电信的子公司。

## 历史
它原为巴西国营公司Telebrás的一部分。1998年Telebrás私有化解体，西班牙电信买下其圣保罗分布Telesp，重命名为巴西电信。2003年4月13日，葡萄牙电信和西班牙电信合并多家巴西移动电话运营商，成立合资企业Vivo，2010年，西班牙电信买下葡萄牙电信在Vivo的所有股份，使其成为自己的全资子公司。